# Robert Alexander (Politiker, um 1740)
Robert Alexander (um 1740 in Elkton, Cecil County, Province of Maryland; † 20. November 1805 in London, England) war ein amerikanischer Plantagenbesitzer, Rechtsanwalt und Politiker.

## Werdegang
Alexander wurde um 1740 auf dem Familienanwesen in Cecil County geboren, das heute zu Elkton, Maryland gehört. Er studierte Jura, bekam seine Zulassung als Anwalt und fing in Baltimore zu praktizieren an. Später entschied er sich eine politische Laufbahn einzuschlagen. Er war dreimal, 1774, 1775 und 1776, Mitglied im Provinzkongress von Maryland. In dieser Zeit war er auch Secretary im Baltimore Committee of Observation und 1775 Mitglied des Council of Safety. Am 6. Juni 1776 wurde er zum First Lieutenant in der Miliz von Baltimore ernannt. Ferner war er im selben Jahr Mitglied im Kontinentalkongress. Nach der Verkündigung der Amerikanischen Unabhängigkeitserklärung (engl. Declaration of Independence) floh er von Maryland zu der britischen Flotte. Er schloss sich den Associated Loyalists of America an und segelte 1782 nach London, wo er den Rest seines Lebens verblieb. Die ausschlaggebenden Gründe für seine Flucht nach England waren wohl auf der einen Seite, dass er 1780 wegen Hochverrats schuldig gesprochen und sein Eigentum konfisziert wurde, und auf der anderen Seite, dass die britischen Truppen den Krieg zu verlieren drohten.